# Теодрада
Вижте пояснителната страница за други личности с името Теодрада.
Теодрада (* ок. 785, † 9 януари 844/853, манастир Мюнстершварцах, Шварцах на Майн) е дъщеря на Карл Велики от четвъртия му брак с Фастрада, дъщеря на тюрингски-майнфранкски граф Радулф. Сестра е на Хилтруд (* ок. 787, † след 800).
Майка ѝ умира на 10 август 794 г. по време на Франкфуртския синод и е погребана в „Св. Албан“ Майнц. На 28 януари 814 г. умира и баща ѝ в Аахен, Франкска империя.
Теодрада става преди 814 г. игуменка на манастира Аржантьой (Франция).